# Bistum Changde
Das Bistum Changde (lat.: Dioecesis Ciamteanus) ist eine in der Volksrepublik China gelegene römisch-katholische Diözese mit Sitz in Changde. 

## Geschichte
Das Bistum Changde wurde am 19. September 1879 durch Papst Leo XIII. als Apostolisches Vikariat Hunan errichtet. Am 3. Dezember 1924 wurde das Apostolische Vikariat Hunan in Apostolisches Vikariat Changde umbenannt.
Das Apostolische Vikariat Changde wurde am 11. April 1946 durch Papst Pius XII. mit der Apostolischen Konstitution Quotidie Nos zum Bistum erhoben und dem Erzbistum Changsha als Suffraganbistum unterstellt.

## Ordinarien

### Apostolische Vikare von Hunan
- Elías Suárez OSA, 1879–1884
- Saturnino de La Torre Merino OSA, 1884–1896
- Luis Pérez y Pérez OSA, 1896–1910
- Juvencio Joan Hospital de la Puebla OSA, 1911–1917
- Angel Diego y Carbajal OSA, 1917–1924

### Apostolische Vikare von Changde
- Angel Diego y Carbajal OSA, 1924–1938
- Gerardo Faustino Herrero Garrote OSA, 1939–1946

### Bischöfe von Changde
- Gerardo Faustino Herrero Garrote OSA, 1946–1965
- Sedisvakanz, seit 1965